# William Palmer (teolog)
William Palmer (ur. 14 lutego 1803 w Dublinie, zm. 1885 w Londynie) – sir, anglikański teolog i liturgista.
Ukończył Worcester College i University of Oxford. Napisał Origines Liturgicæ, a także Treatise on the Church of Christ (1838), gdzie twierdził, że dopóki zachowuje się sukcesja apostolska i sukcesja wiary, dopóty Kościół istnieje, choćby w którymś ze swych odłamów. Kościół anglikański przyjął to stanowisko. Początkowo Palmer wspierał ruch oksfordzki.